# Cristian Jakob Krapf
Cristian Jakob Krapf (port. Cristiano Jakob Krapf; * 12. September 1936 in Bernhardzell, Schweiz) ist ein Schweizer Geistlicher und emeritierter römisch-katholischer Bischof von Jequié.

## Leben
Cristian Jakob Krapf empfing am 15. März 1964 die Priesterweihe für das Bistum Ilhéus.
Papst Johannes Paul II. ernannte ihn am 7. November 1978 zum ersten Bischof des mit gleichem Datum errichteten Bistums Jequié. Die Bischofsweihe spendete ihm der Erzbischof von São Salvador da Bahia, Avelar Kardinal Brandão Vilela, am 7. Januar 1979; Mitkonsekratoren waren Valfredo Bernardo Tepe OFM, Bischof von Ilhéus, und Alair Vilar Fernandes de Melo, Bischof von Amargosa. Gemäß der für Bischöfe geltenden Regel-Altersgrenze von 75 Jahren wurde er mit der Ernennung seines Nachfolgers am 4. Juli 2012 entpflichtet.